# Sagas Runöfärd
Sagas Runöfärd är en svensk svartvit dokumentärfilm från 1912. Filmen skildrar en färd med båten Saga till Vaxholm, Dalarö och Runö, där man på den sistnämnda ön bland annat besöker Runö S:ta Magdalena kyrka. Båten fortsätter därefter sin färd till Trelleborg, Landskrona, Malmö, Köpenhamn och Roskilde.
Sagas Runöfärd väckte stor uppmärksamhet i pressen. Filmen premiärvisades 6 augusti 1912 på Brunkebergsteatern i Stockholm.